# Sil-li
Sil-li är en ort i Nordkorea.   Den ligger i provinsen Södra P'yŏngan, i den västra delen av landet, 60 km norr om huvudstaden Pyongyang. Sil-li ligger 9 meter över havet och antalet invånare är 19 463.
Terrängen runt Sil-li är mycket platt. Runt Sil-li är det tätbefolkat, med 476 invånare per kvadratkilometer. Sil-li är det största samhället i trakten. Trakten runt Sil-li består till största delen av jordbruksmark.